# Villecien
Villecien is een gemeente in het Franse departement Yonne (regio Bourgogne-Franche-Comté) en telt 403 inwoners (2011). De plaats maakt deel uit van het arrondissement Auxerre.

## Geografie
De oppervlakte van Villecien bedraagt 7,6 km², de bevolkingsdichtheid is 53,0 inwoners per km².
De onderstaande kaart toont de ligging van Villecien met de belangrijkste infrastructuur en aangrenzende gemeenten.

## Demografie
Onderstaande figuur toont het verloop van het inwonertal (bron: INSEE-tellingen).